# Dicranomyia (Dicranomyia) chimborazicola
Dicranomyia (Dicranomyia) chimborazicola is een tweevleugelige uit de familie steltmuggen (Limoniidae). De soort komt voor in het Neotropisch gebied.